# 程冬瑤
程冬瑤，（英文名︰Yuna Ching），香港出生，是香港聾人機構「龍耳」的手語翻譯員，亦是龍耳電視的手語主播及主持。現她符合《香港手語翻譯員名單》基本條件的手語翻譯員。她亦有和另一手語翻譯員馬芬燕參與香港電台電視節目「早辰。早晨」及無綫電視新聞節目「手語新聞報道」的手語傳譯工作。
她於2021年2月16日離開龍耳，另謀發展。